# Дудин, Самуил Мартынович
Самуи́л Марты́нович Ду́дин-Марцинке́вич (21 августа [2 сентября] 1863 или 19 августа 1863, Ровное, Херсонская губерния — 8 июля 1929 или 9 июля 1929, Ульяновка, Ленинградская область) — российский и советский этнограф, художник, фотограф и путешественник, стоявший у истоков Этнографического музея в Санкт-Петербурге. Его картины имеются в Академии художеств, а также в музеях России и Украины.

## Биография
Родился 9 августа (21 августа по новому стилю) 1863 года в местечке Ровное Херсонской губернии в семье деревенского учителя (по другим данным, в крестьянской семье).
Самуил учился в Елисаветградском земском реальном училище, откуда был уволен в 1881 году из шестого класса за малоуспешность и плохое поведение. В конце 1870-х — начале 1880-х годов он вошёл в местный кружок самообразования; затем вошёл в народовольческий кружок. Молодой реалист изучал труды Маркса, переводил на украинский язык и размножал на гектографе запрещенную литературу, поддерживал связь с революционно настроенными рабочими и ремесленниками. В 1884 году он был арестован за нелегальную политическую деятельность. Сослан в 1886 году в Селенгинск (Забайкальская область) на три года. В ссылке собирал геологические коллекции, делал этнографические зарисовки, вёл метеонаблюдения, собирал фольклорный и этнографический материал по русскому и бурятскому поселеням.
С марта 1889 года Дудину было разрешено жить в Троицкосавске, где он познакомился с известным исследователем Средней Азии Г. Н. Потаниным и при его содействии поступил в фотостудию Н. А. Чарушина в Кяхте. По окончании срока гласного надзора распоряжением департамента полиции от 2 января 1890 года был подчинен надзору негласному. В 1891 году в качестве фотографа и рисовальщика ездил с экспедицией академика В. В. Радлова в Монголию. По ходатайству того же Радлова Дудину было разрешено жить в Петербурге с целью поступления в Академию художеств (в 1891 году). По распоряжению департамента полиции от 25 октября 1895 года негласный надзор над ним был прекращён.
В 1882 году Дудин поступил в Императорскую академию художеств, которую успешно закончил в 1897 году. Учился в Высшем художественном училище живописи, скульптуры и архитектуры при ИАХ сперва в качестве вольнослушателя, затем постоянного ученика в мастерской И. Е. Репина.
В 1895 году по поручению Археологической комиссии Дудин выполнил большую работу по фотографированию Самарканда.
В 1897 году за картину «В храме Таниты» получил звание художника. В 1898 — пенсионер ИАХ во Франции; побывал в Берлине, Дрездене, Мюнхене, Вене, Амстердаме.

В дальнейшем кроме занятия живописью принимал участие во многих экспедициях по изучению памятников Туркестана и Средней Азии, в частности, в обеих экспедициях академика С. Ф. Ольденбурга в Китайский Туркестан в 1909—1910 и в 1914—1915 годах. Самуил Мартынович работал по изучению художественных и архитектурных памятников этих мест, состоял учёным хранителем и секретарём музея антропологии и этнографии Академии наук. 

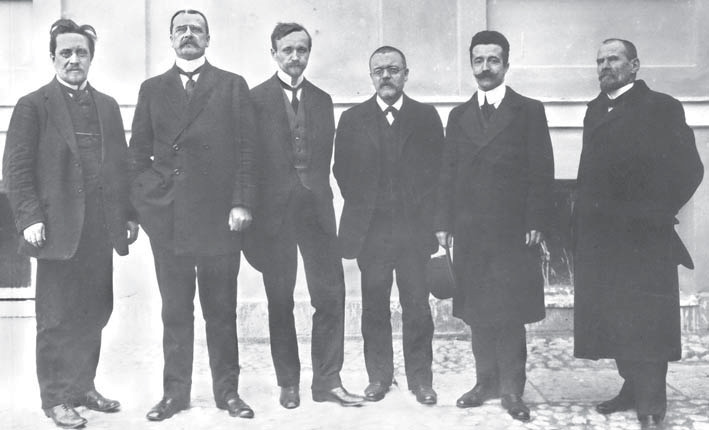
Группа сотрудников МАЭ, 1914 год. Слева направо: К. В. Щенников, Г. Г. Манизер, Я. В. Чекановский, С. М. Дудин, В. М. Лемешевский, Э. К. Пекарский.

В последние годы жизни считался крупным специалистом по вопросам научной фотографии и выдающимся знатоком в области восточного искусства, в частности, в области ковров Центральной Азии. Написал ряд работ по этим вопросам. В 1902 году по его инициативе при Русском музее был организован этнографический отдел, позднее выделенный в первый в России Этнографический музей.
C 1911 года и до самой смерти Дудин заведовал фотоотделом и отделом изображений Музея антропологии и этнографии, с 1914 года обязанностей прибавилось — он стал ученым хранителем отдела древностей Восточного Туркестана, а затем и секретарем совета музея.
Умер от паралича сердца 8 июля 1929 года в Саблино, под Ленинградом, на университетской станции, где руководил летними практическими работами студентов.
Его друзья и коллеги — художники и этнографы — высоко оценили вклад Самуила Мартыновича в развитие отечественной науки и культуры, устроив в 1930 году в стенах Общества им. А. И. Куинджи посмертную выставку его работ.

## Труды
Автор ряда книг и статей по вопросам буддийского и исламского искусства Средней и Центральной Азии. Из работ С. М. Дудина, как наиболее значимые, считаются:
- «Фотография в научных поездках» («Краеведение», 1923, № 1 и 2);
- «Ковровые изделия в Средней Азии» («Сборник музея антропологии и этнографии Академии Наук»).

Некоторые фотографии Дудина
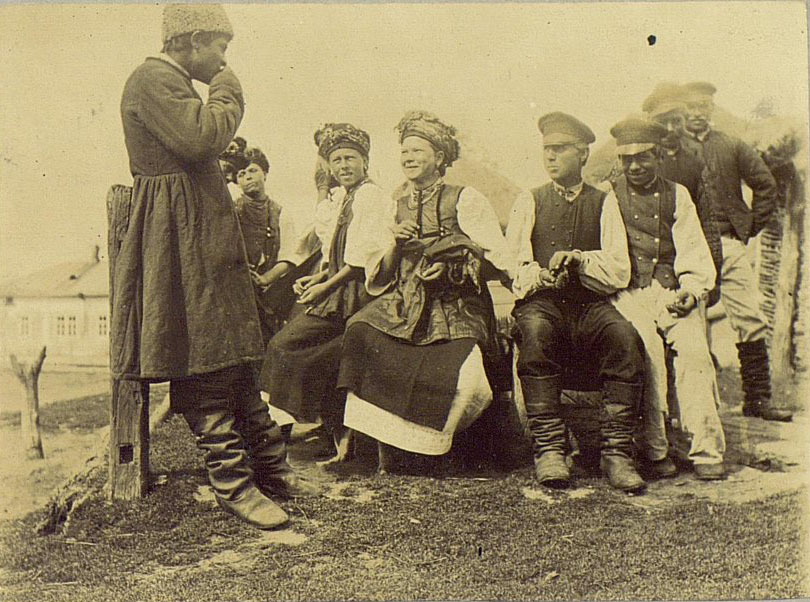
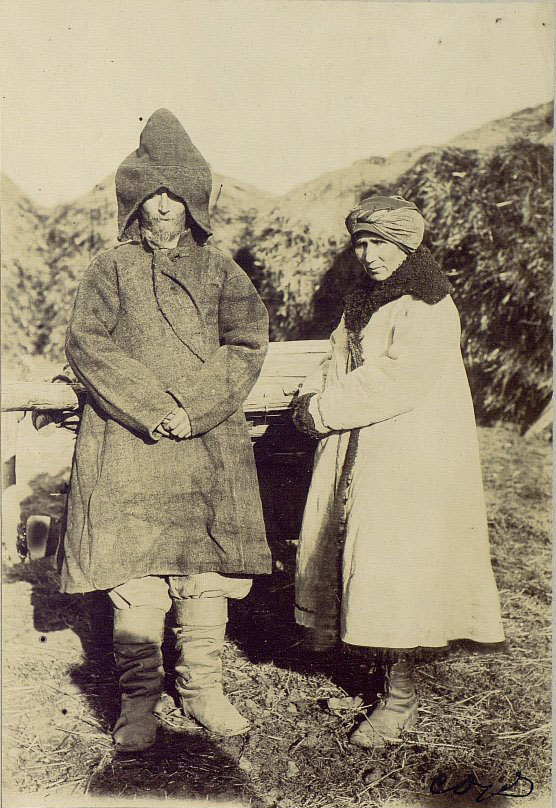
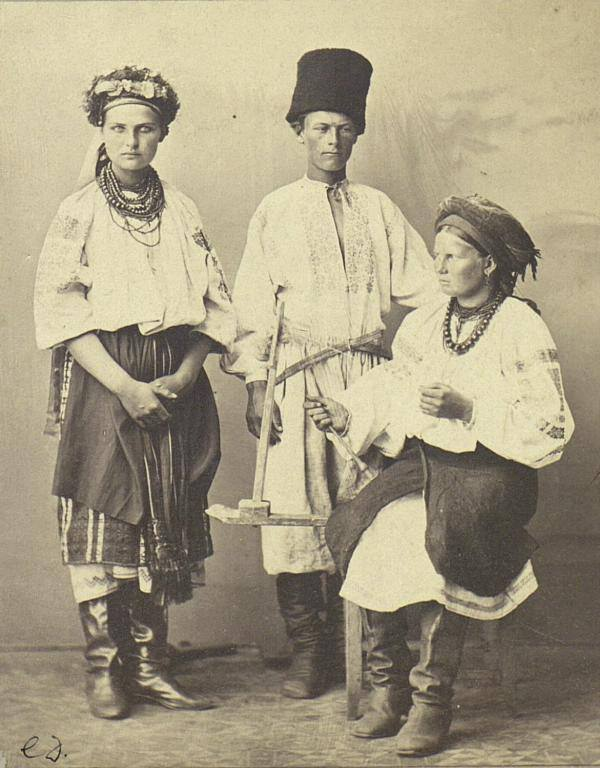
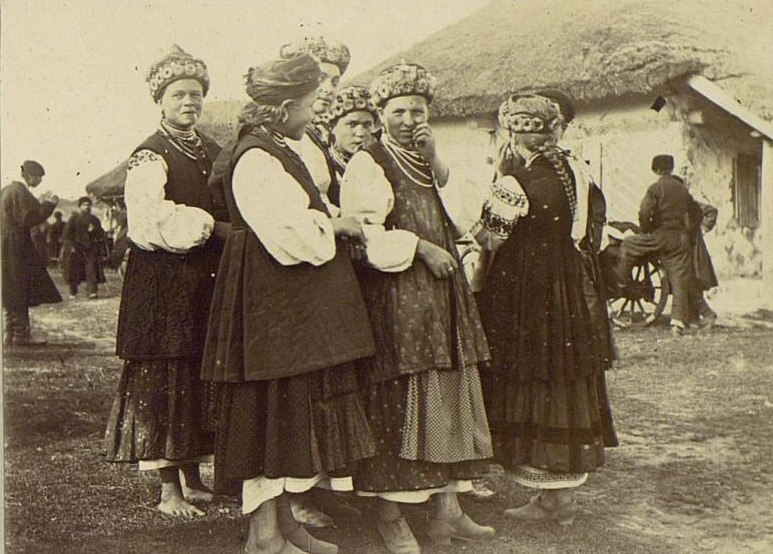